# Thysania zenobia
Thysania zenobia är en fjärilsart som beskrevs av Pieter Cramer 1777. Thysania zenobia ingår i släktet Thysania och familjen nattflyn. Inga underarter finns listade i Catalogue of Life.

## Bildgalleri

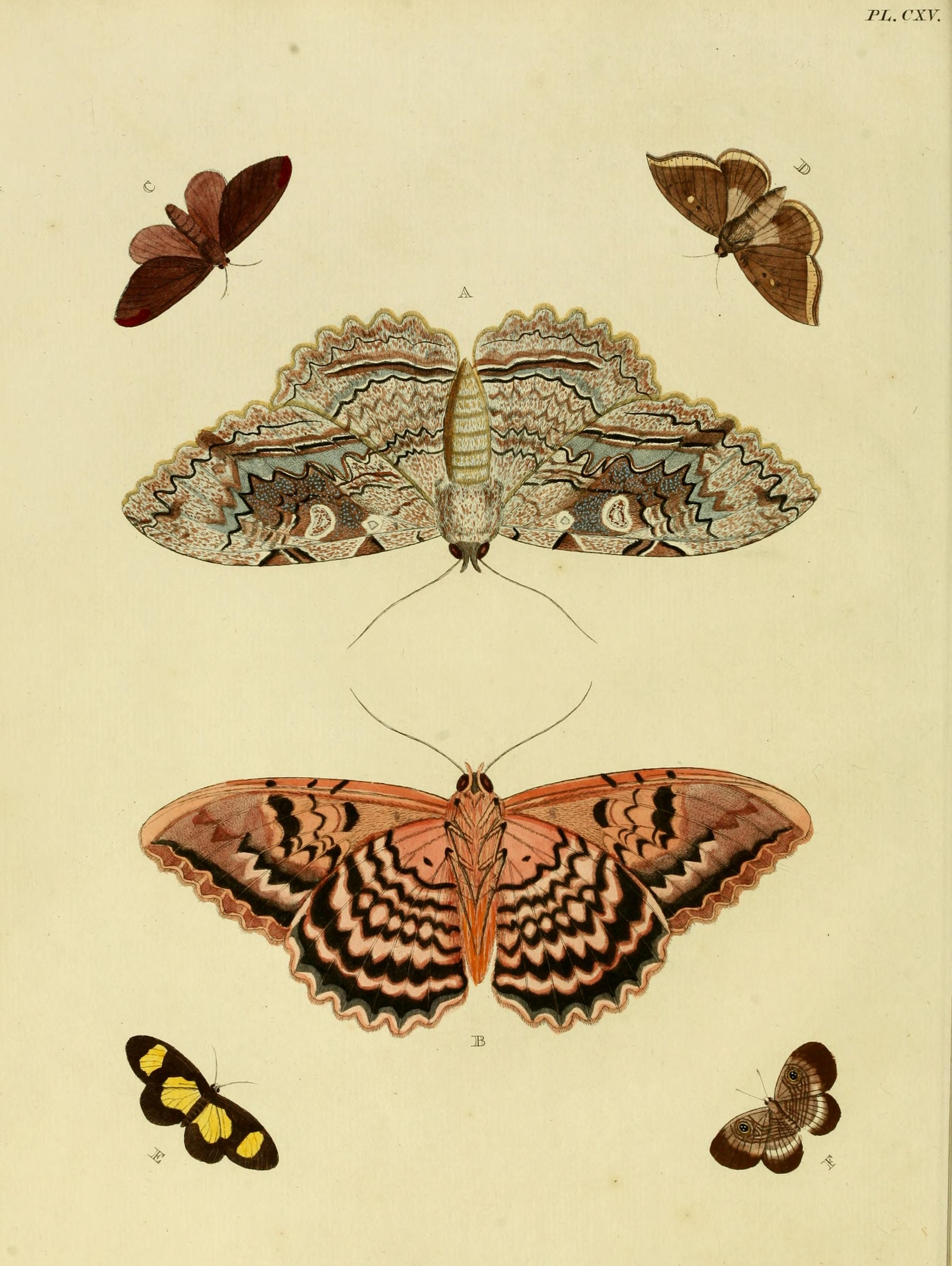